# Rdeči bor
Rdeči bor (znanstveno ime Pinus sylvestris) je iglasto in zelo veliko drevo. Velik je do 40 m, pogosto zakrivljen. Spada med borovke. Dočaka starost 600 let. Krošnjo ima sploščeno v obliki dežnika.
Iglice: Po dve, dolgi 4–7 cm, trde in priostrene. Ploska stran je večinoma zelena, obokana stran pa temnozelena. So modrozelene in gosto rasle.
Cvetovi: Moška in ženska socvetja. 
Plodovi: Storži so dolgi 3–7 cm. Rdeči bor ima zelo velike storže. Nasprotno od rdečega ima črni bor majhne storže.
Lubje/Deblo: je temnorjavo, razpokano. V območju vej je rdečkasto. Deblo je na samem pogosto skrivljeno, v sestojih dolgo, ravno na spodnjem delu nima vej.

## Mitologija
Rdeči bor je zelo pomemben tudi v mitologiji. Je simbol nesmrtnosti (na vzhodu) in izpričana resnica (na zahodu), Japonci verjamejo, da v krošnjah živijo božanstva, je simbol neomajne moči odločnosti in pričakovanja. Pri Kitajcih pomeni življenjsko moč, ljubezen in zakonsko moč. Antični Grki so ga imeli za simbol nesmrtnosti rastlinskega življenja, povezovali so ga z Dionizom, borov storž je bil sestavni del amuleta nesmrtnosti. Bor je bil posvečen boginji Kibeli. Druidi so kurili borov les ob sončevem obratu za privabljanje sonca. Bil je njihov simbol svetlobe. V Prekmurju nastopi bor v borovem gostuvanju.